# Janusz Kręcikij
Janusz Kręcikij (ur. 31 sierpnia 1964 w Kielcach) – generał brygady Wojska Polskiego, profesor doktor habilitowany nauk wojskowych.

## Życiorys
W latach 1983–1987 był podchorążym Wyższej Szkoły Oficerskiej Wojsk Pancernych im. Stefana Czarnieckiego w Poznaniu. Po jej ukończeniu pełnił służbę w 11 Batalionie Czołgów Średnich i 16 Pułku Czołgów Średnich w Słupsku.
W 1994 ukończył studia w Akademii Obrony Narodowej i po rocznej praktyce na stanowisku dowódcy batalionu w 3 Brygadzie Pancernej rozpoczął służbę w akademii na stanowisku asystenta w Katedrze Dowodzenia i Łączności Wydziału Wojsk Lądowych. Ukończył w 1996 roku studia podyplomowe z pedagogiki, a od 1998 kierował zespołem nauczycieli akademickich prowadzącym kursy integracji z NATO. Od 1999 roku był kierownikiem Zakładu Systemów Dowodzenia. Ukończył w 2000 roku kurs taktyczno–operacyjny integracji z NATO, a w 2002 został członkiem Rady Wydziału Wojsk Lądowych w AON. Uzyskał w 2003 roku stopień naukowy doktora habilitowanego nauk wojskowych w zakresie dowodzenia. W 2004 roku pełnił obowiązki asystenta dowódcy Wielonarodowej Dywizji Centrum-Południe w Iraku. W 2005 roku został wyznaczony na stanowisko komendanta Instytutu Zarządzania i Dowodzenia Wydziału Wojsk Lądowych AON. Od 3 listopada 2006 roku został dyrektorem Departamentu Systemu Obronnego Biura Bezpieczeństwa Narodowego. 3 maja 2007 roku został mianowany na stopień generała brygady. Awans otrzymał w związku z wyznaczeniem na stanowisko komendanta-rektora Akademii Obrony Narodowej.
W czerwcu 2009 roku został przeniesiony do rezerwy kadrowej. W Akademii Obrony Narodowej w Rembertowie ukończył studia magisterskie i doktoranckie (1997), a w 2003 roku uzyskał habilitację.
Od roku 2010 zastępca Dyrektora Instytutu Bezpieczeństwa Narodowego Wydziału Nauk o Bezpieczeństwie Krakowskiej Akademii im. Andrzeja Frycza Modrzewskiego.

## Odznaczenia
- Srebrny Krzyż Zasługi
- Srebrny Medal „Siły Zbrojne w Służbie Ojczyzny”
- Srebrny Medal „Za zasługi dla obronności kraju”